# Roberto Moreira Rodrigues
Roberto Moreira Rodrigues, mais conhecido como Roberto (Curvelo, 27 de julho de 1977), é um ex-futebolista brasileiro que atuava como volante.

## Carreira
Iniciou sua carreira nas categorias de base do Atlético Mineiro, onde se profissionalizou em 1997 sob o comando do treinador Eduardo Amorim. Volante de características defensivas, era sempre utilizado para tentar anular os principais jogadores adversários. Obteve destaque nacional conquistando títulos, como a Copa Conmebol de 1997 em uma final violenta contra os argentinos do Lanús.
Teve destaque ainda na conquista da Copa do Brasil de 1999 pelo Juventude atuando em nove das onze partidas da equipe gaúcha (oito como titular). Esteve presente nos dois jogos da final contra o Botafogo - RJ inclusive no último no Maracanã para mais de cem mil pessoas.
Atuou ainda pelo Uberlândia e Avaí em 2000, Caxias - RS em 2001, Villa Nova - MG em 2002, Veranópolis - RS em 2003, Social - MG em 2004, Guarani - MG em 2005 e Ceilândia - DF em 2006 onde encerrou a carreira aos 29 anos devido a sérias lesões nos joelhos sofridas ao longo dos anos.
Atualmente trabalha em uma montadora de veículos em Betim - MG. Formado em Licenciatura em História, atua também como professor na rede pública de ensino, além de já ser formado em Engenharia de Produção e pós graduado em Gestão Estratégica em Logística e Gestão de Pessoas.

## Títulos
Atlético Mineiro
- Campeão da Taça Minas Gerais - 1995
- Campeão da Copa Conmebol - 1997

Juventude
- Copa do Brasil: 1999[2]